# Diocesi di Binda
La diocesi di Binda (in latino: Dioecesis Bindaea) è una sede soppressa del patriarcato di Costantinopoli e una sede titolare della Chiesa cattolica.

## Storia
Binda, identificabile con Kilic nell'odierna Turchia, è un'antica sede episcopale della provincia romana della Pisidia nella diocesi civile di Asia. Faceva parte del patriarcato di Costantinopoli ed era suffraganea dell'arcidiocesi di Antiochia.
La diocesi è assente nella Notitia Episcopatuum dello pseudo-Epifanio, composta durante il regno dell'imperatore Eraclio I (circa 640), mentre è inserita in tutte le Notitiae successive, fino al XII secolo.
Sono quattro i vescovi documentati di questa diocesi: Teodoro, che era presente al concilio in Trullo nel 692 e ne sottoscrisse gli atti; Stefano e Paolo, che parteciparono al concilio di Costantinopoli dell'879-880 che riabilitò il patriarca Fozio. La corrispondenza di Simeone Magistros riferisce di un vescovo di Binda della prima metà del X secolo, il cui nome è ignoto, che si adoperò per scacciare i monaci da un monastero per farne la sua residenza.
Dal 1933 Binda è annoverata tra le sedi vescovili titolari della Chiesa cattolica; la sede è vacante dal 3 luglio 2003. L'ultimo titolare è stato Gaetano Alibrandi, nunzio apostolico.

## Cronotassi

### Vescovi greci
- Teodoro † (menzionato nel 692)
- Stefano † (menzionato nell'879)
- Paolo † (menzionato nell'879)
- Anonimo † (X secolo)

### Vescovi titolari
- John Francis D'Alton † (25 aprile 1942 - 16 giugno 1943 succeduto vescovo di Meath)
- Inácio Krause, C.M. † (13 gennaio 1944 - 11 aprile 1946 nominato vescovo di Xingtai)
- Celestino Fernández y Fernández † (20 marzo 1948 - 12 maggio 1952 nominato vescovo di Huajuapan de León)
- Eugen Viktor Paul Seiterich † (23 giugno 1952 - 7 agosto 1954 confermato arcivescovo di Friburgo in Brisgovia)
- Bernard Joseph Topel † (9 agosto 1955 - 25 settembre 1955 succeduto vescovo di Spokane)
- Joseph Calasanz Fließer † (1º gennaio 1956 - 12 giugno 1960 deceduto)
- Cletus Joseph Benjamin † (17 agosto 1960 - 15 aprile 1961 deceduto)
- Gaetano Alibrandi † (5 ottobre 1961 - 3 luglio 2003 deceduto)